# Lejeune-BP
El equipo Lejeune-BP fue un equipo ciclista francés que compitió profesionalmente entre el 1976 y 1978.

## Principales resultados
- Tour del Mediterráneo: Roy Schuiten (1976)
- Gran Premio del Lado de Aargau: Roy Schuiten (1976)
- Gran Premio de Isbergues: Daniel Gisiger (1978)

### En las grandes vueltas
- Vuelta a España
  - 0 participaciones:

- Tour de Francia
  - 3 participaciones (1976, 1977, 1978)
  - 2 victorias de etapa:
    - 1 el 1976: Ferdinand Bracke
    - 1 el 1977: Lucien Van Impe

  - 0 victorias final:
  - 1 clasificaciones secundarias:
    - Gran Premio de la montaña: Lucien Van Impe (1977)

- Giro de Italia
  - 0 participaciones